# Nuku Hiva (isla)
Nuku Hiva o Isla Marchand (en francés: île Nuku Hiva o île Marchand) es la más grande de las islas Marquesas, en la Polinesia Francesa. Está situada en el grupo norte del archipiélago.

## Historia
Los restos arqueológicos datan los primeros establecimientos humanos alrededor del año 150 a. C. Entre los siglos XII y XIII se edificaron numerosas construcciones de piedra: templos (me'ae), plataformas como base para las cabañas (pa'epa'e), y estatuas antropomorfas (tiki) relacionadas con los moai de la isla de Pascua. Debido a la orografía de la isla, con valles aisladas y sólo comunicadas por mar, se producían muchas guerras tribales y los habitantes eran temidos como guerreros y caníbales. Tradicionalmente los hombres se tatuaban completamente el cuerpo, incluida la cara, dando un aspecto todavía más feroz. 

### Historia temprana
Nuku Hiva fue, en la antigüedad, la sede de dos provincias, Te I'i, que abarcaba algo más de los dos tercios occidentales de la isla, y Tai Pī, que cubría el tercio oriental. 
Los últimos estudios indican que los primeros pobladores que llegaron aquí procedían de la Polinesia occidental hace unos 2000 años, y que posteriormente colonizaron Tahití, Hawái, las islas Cook y Nueva Zelanda. La leyenda cuenta que 'Ono, el dios de la creación, prometió a su esposa construir una casa en un día, así que reunió tierra y creó estas islas, que llevan el nombre de partes de la casa, siendo Nuku Hiva el techo. Todo lo que le sobraba lo tiró a un lado y creó un vertedero que se llama 'Ua Huka'. A partir de estos supuestos orígenes, la población aumentó hasta un tamaño insostenible; las primeras estimaciones europeas varían entre 50.000 y 100.000 personas.
La alimentación se convirtió en algo primordial. El fruto del pan era el alimento básico, pero el taro, el plátano y la mandioca también desempeñaban un papel importante. En cuanto a la carne, el pescado era la principal fuente, pero incluso así era limitada debido a la cantidad necesaria para alimentar a tantas bocas. También se cultivaban cerdos, pollos y perros, y se cazaban cuando se hacían salvajes.
Se debate hasta qué punto se practicaba el canibalismo en la prehistoria. Algunos antropólogos creen que el canibalismo ritual existió aquí, aunque otros afirman que es más bien un mito. Las historias de canibalismo recibieron una amplia publicidad en 2011, cuando los restos quemados de un visitante alemán encontrados en Nuku Hiva llevaron a especular que la víctima podría haber sido parcialmente devorada. Sin embargo, cuando el asesino fue finalmente detenido, juzgado y condenado, la fiscalía no presentó ninguna prueba de que hubiera canibalismo.
El 21 de julio de 1595 el español Álvaro de Mendaña de Neira se detuvo en Fatu Hiva y llamó al archipiélago las islas Marquesas en honor a la esposa del Virrey del Perú.
El primer navegante que llegó fue el norteamericano Joseph Ingraham, en abril del 1791, que lo llamó Federal. Los franceses reclamaron el descubrimiento cuando llegó Etienne Marchand en julio del mismo año, y la llamaron Baux, nombre del armador de la primera expedición comercial francesa en el Pacífico. Los ingleses acreditaron el descubrimiento a Richard Hergest que el año siguiente lo bautizó como Henry Martin. La espléndida protección de la rada de Taiohae hizo que acto seguido fuese visitada por numerosos barcos comerciales, balleneros y aventureros.

### SiglosXIXyXX
En 1804 el ruso Krusenstern hizo la primera descripción de la isla y sus habitantes. Encontró al inglés Robarts y al francés Cabry, que hacía seis años habían naufragado un ballenero. A punto de ser sacrificados fueron salvados a petición de la hija del cabecilla que acabó casándose con el francés. Esto los enemistó y, para poner paz, Krusentern retorná al francés a Europa donde acabó exhibiendo sus tatuajes en los circos.

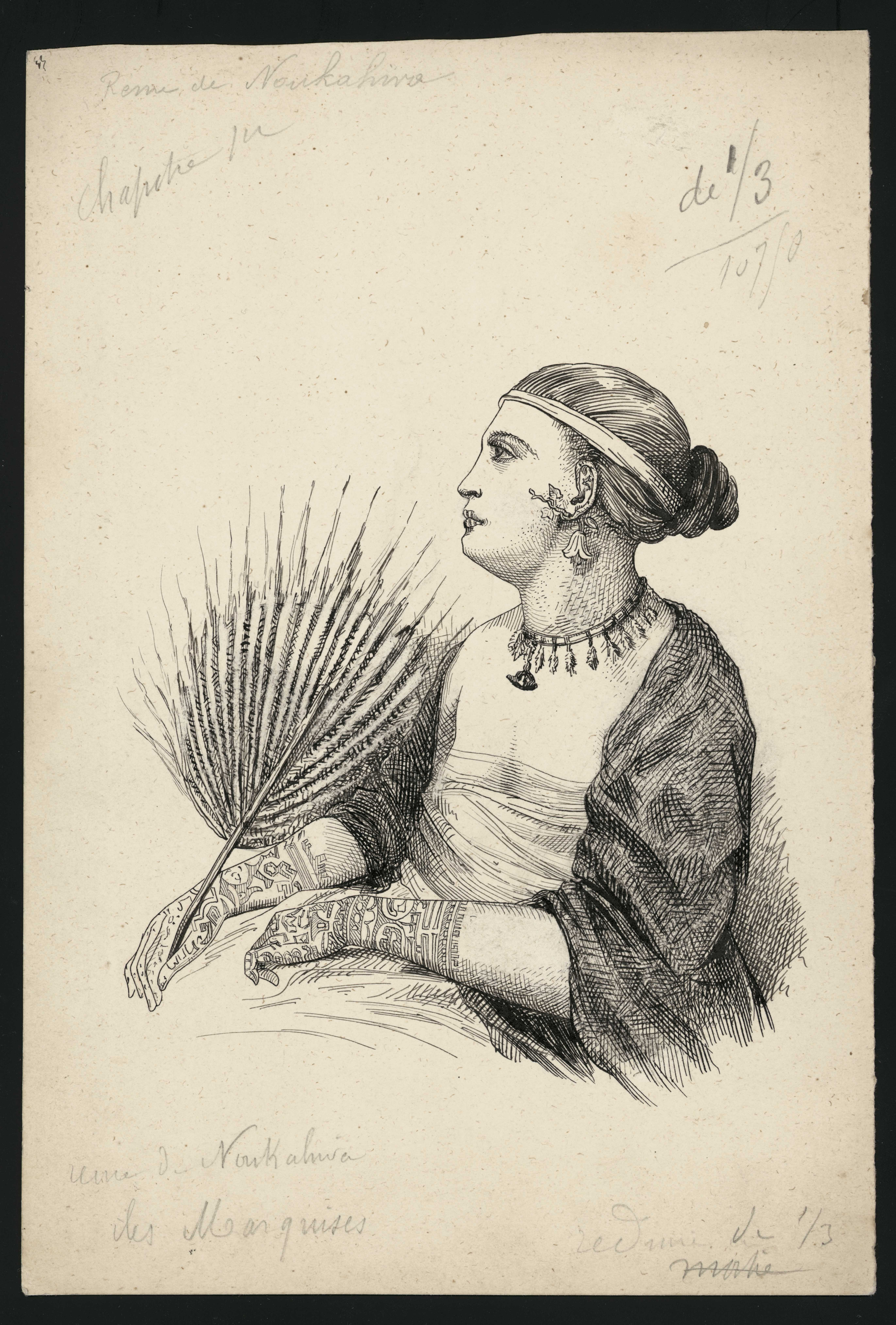
Reina de Nuku Hiva alrededor de 1894

En 1813, durante la segunda guerra anglo-estadounidense, el oficial David Porter estableció su base de operaciones en Nuku Hiva, haciendo la guerra de corsario a los barcos ingleses. Con la ayuda del inglés Wilson, que se había establecido en la isla, construyó el Fuerte Madison, nombre que también dio a la isla honrando al presidente estadounidense James Madison. Los prisioneros ingleses, con la ayuda de Wilson, se rebelaron y consiguieron huir de la isla. Cuando volvió Porter encontró como único superviviente a Peters. Anteriormente Peters ya se había escapado de la justicia española e inglesa. Ahora, nuevamente, se salvó de ser sacrificado gracias a la hija de un cabecilla.
En junio de 1835, el aventurero francés Charles de Thierry, que acababa de proclamarse rey de Nueva Zelanda, visitaba las Marquesas. Anexó la isla de Nuku Hiva para su reino. Le dio una bandera azul y carmesí, un escudo de armas y se declaró rey Carlos I. Luego continuó su viaje a Tahití y después a Nueva Zelanda. En 1843, cuando las Islas Marquesas fueron anexionadas por Francia, Charles de Thierry intentó hacer valer sus derechos y pidió una indemnización sin éxito.
En 1842, Jules Dumont d'Urville tomó posesión por Francia. Un espectador de la ceremonia fue el norteamericano Herman Melville que acto seguido desertó de su ballenero y se escondió en Taipivai. La vida en un paraíso, pero a la vez prisionero de unos caníbales, lo describió después en la novela Typee, iniciando el género romántico de la literatura de los Mares del Sur.  
Un barco procedente de Perú capturó a los habitantes de 'Ua Pou y se los llevó como esclavos, pero como la Iglesia Católica había convertido las islas al cristianismo para entonces, hubo una protesta y los cautivos que aún estaban vivos fueron devueltos. Sin embargo, esto fue una bendición mixta porque trajeron la fiebre tifoidea. Una población que superaba los 100.000 habitantes en 1820 se redujo a 6.000 en 1872, a 3.000 en 1911 y a un mínimo de 2.200 en 1927. Parecía que no había forma de que los marquesanos sobrevivieran, pero dos médicos franceses recorrieron las islas administrando vacunas y atención médica y detuvieron el elevado número de muertes. Sin embargo, la lepra seguía siendo un problema hace tan sólo 20 años y la elefantiasis casi ha desaparecido.
Debido a su aislamiento de Tahití y a la voluntad de la mayoría de la población, se ha librado del destino de su capital y sigue siendo un misterioso archipiélago sin desarrollar
En 1902, la Corbeta General Baquedano de la Armada de Chile hizo el crucero de instrucción siguiendo el camino probable de los Rapanui desde esta isla hasta la Isla de Pascua, llegando a ella desde las Islas Desventuradas. 
La población quedó drásticamente reducida debido a las enfermedades importadas, como la viruela, el consumo de opio introducido por los chinos, y el alcohol. De unos 12.000 habitantes que vivían en 1842, sólo quedaban 635 en 1934.

### SigloXXI
En 2002, Francia solicitó con éxito que se aplicara una moratoria de 20 años a la Polinesia Francesa para impedir su incorporación a la Unión Europea. Uno de los factores impulsores fue detener por el momento las inversiones inmobiliarias no francesas.
El entonces alcalde de Nuku Hiva, Lucien Kimitete, que promovía la separación de las Islas Marquesas de la Polinesia Francesa dentro de la República Francesa, murió en un accidente aéreo en mayo de 2002, junto con el diputado Boris Leontieff, alcalde de Arue en Tahití. Muchos lugareños siguen creyendo que este accidente no se investigó adecuadamente. Desde la muerte de Kimitete, los líderes políticos marquesanos se han declarado repetidamente a favor de separarse de la Polinesia Francesa y permanecer dentro de la República Francesa en caso de que los líderes políticos de la Polinesia Francesa en Tahití proclamen la independencia de la Polinesia Francesa.

## Geografía
La isla tiene una superficie total de 387 km², y una altitud máxima de 1.224 m en el monte Tekao situado al noroeste. La parte central de la isla es una planicie elevada llamada Tōvi‘i. Hacia el este y el sur se abre en unos profundos valles que recogen el agua de lluvia y en la costa forman bahías protegidas. Las más notables son Hakaui, Taiohae y Taipivai. En cambio, la parte norte y oeste son más secas, hasta el punto que el extremo noroeste se denomina «el desierto». Es en este desierto donde está el aeropuerto de la isla.

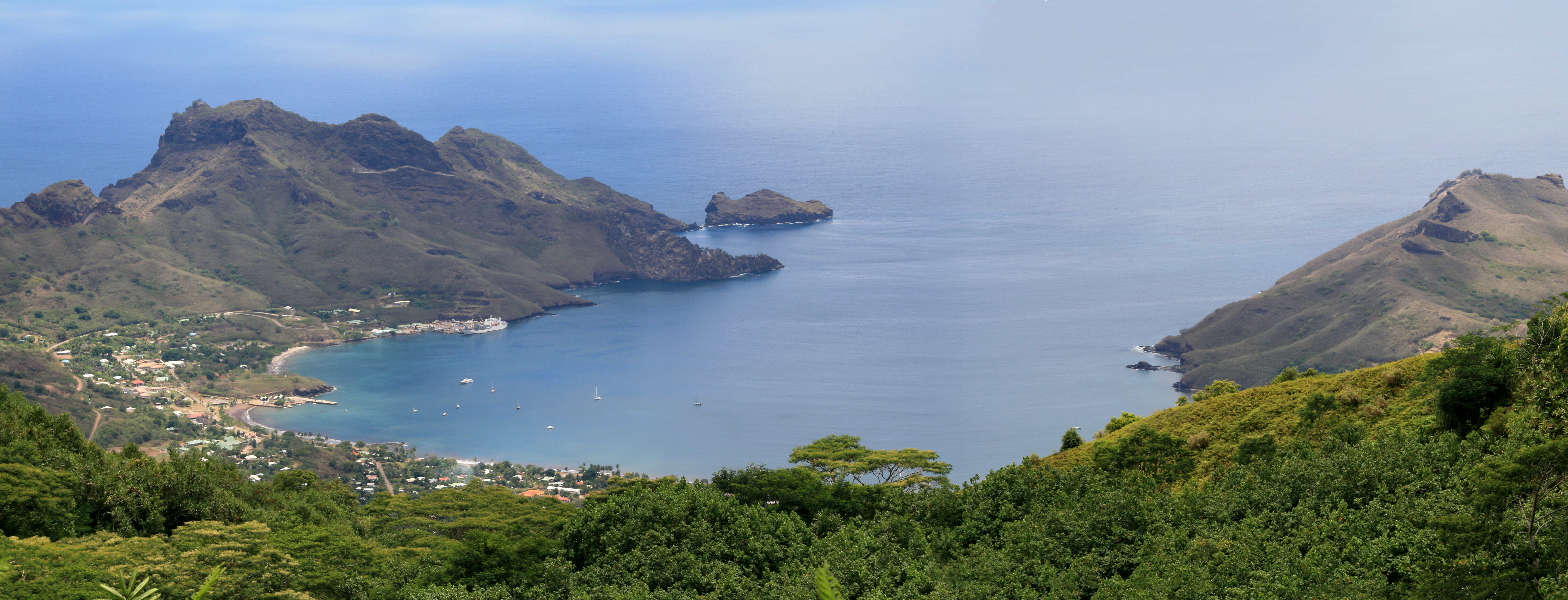
Bahía de Taiohae

La bahía de Taiohae es de hecho un antiguo cráter hundido. A cada lado de la entrada hay un islote: el Centinela Este y el Centinela Oeste. En el fondo de la bahía se encuentra la villa de Taiohae, centro administrativo de las islas Marquesas que sustituyó a Atuona de Hiva Oa como capital. Detrás de Taiohae se levanta el monte Muake de 864 metros de altitud. Al este de la villa destaca la catedral de Notre-Dame.
La isla está dividida en tres comunas asociadas: Taiohae, Taipivai y Hatiheu. La población total era de 2.652 habitantes en el censo del 2002. Las principales actividades económicas son la agricultura, el artesanado y el turismo.
En la vegetación de la isla abundan los árboles frutales (cocoteros, bananeros, mangos, papayos, ananás, pomelos, naranjos y limoneros) y las flores (buganvillas, frangipanes, laureles, tiarés, hibiscos, jazmines y rosas). Entre los insectos se encuentran mosquitos, moscas, ciempiés, abejas, escorpiones no venenosos y los famosos «nonos» de picada desagradable.

### Clima
El clima es tropical suavizado por los vientos alisios. La temperatura varía entre 25 °C y 34 °C. con un media constante de 29 grados centígrados durante casi todo el año. La estación de lluvias es de abril a agosto.  A mayor altura, en los picos más altos, desciende a 25 grados centígrados. La parte de barlovento de la isla recibe abundantes precipitaciones, hasta 3.000 mm al año. El lado opuesto es mucho más seco y no llega a los 700 mm.

## Demografía
La población en 2007 era de 2660 habitantes. Esta cifra es sustancialmente inferior a la que había a finales del siglo XVI, cuando los españoles avistaron la isla por primera vez. Los contactos con los europeos pueden haber traído infecciones del Nuevo Mundo, como las enfermedades venéreas y la gripe, causando una alta mortalidad. Las fuentes históricas son escasas, y no está claro cuándo aparecieron en Nuku Hiva varias enfermedades comunes en el Nuevo Mundo, Europa y Asia. La población ha aumentado hasta los 3.210 habitantes en 2017.

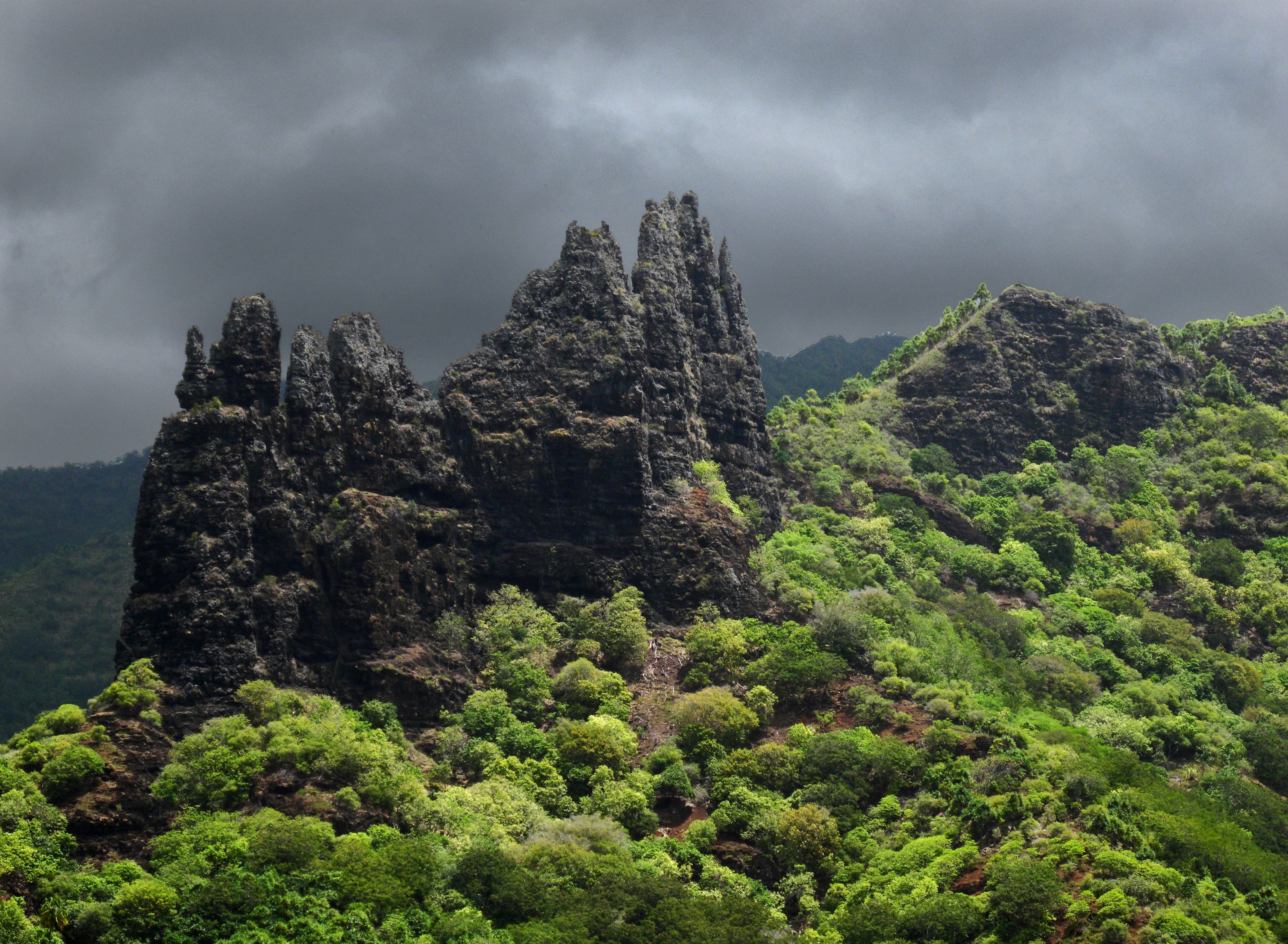
Formaciones en la Bahía de Hatiheu

La población es principalmente polinesia, con una pequeña proporción de europeos, en su mayoría procedentes de la Francia metropolitana. En el censo de 2002, el 92,6% de los residentes de Nuku Hiva habían nacido en la Polinesia Francesa, mientras que 148 personas, que representaban el 5,6% de los residentes de Nuku Hiva, eran personas nacidas en la Francia Metropolitana.
La dieta principal de la gente suele ser el fruto del pan, el taro, la mandioca, el coco y muchos tipos de fruta, que crecen en abundancia. Las cabras, el pescado y, más raramente, los cerdos, son las principales fuentes de carne, pero cada vez hay más carne de vacuno local. También se pueden adquirir alimentos importados, como manzanas, uvas, apio e incluso pan de molde de Nueva Zelanda. Dos panaderías locales producen baguettes, otro alimento básico barato. También se consume bastante arroz. En la isla hay un gran número de cerdos salvajes, además de los criados en la escuela de agricultura. Los cerdos salvajes son un cruce entre el cerdo polinesio traído por los primeros colonos y el jabalí traído por los europeos.

### Taiohae
El mayor asentamiento y centro administrativo de las Marquesas es Taiohae, a los pies del Monte Muake, de 864 metros de altura. La gran bahía de Taiohae (antes: Puerto Anna María) forma un puerto protegido por dos pequeñas islas (Matauapuna o Sentinelle de l'Est en el este y Motu Nui o Sentinelle de l'Ouest en el oeste), que suele ser utilizado por los circunnavegadores como escala. Los cruceros también atracan aquí de vez en cuando.
La moderna Iglesia católica de Notre Dame (Nuestra señora), sede de la diócesis de Taiohae o Tefenuaenata, está construida con piedras de diferentes colores procedentes de seis islas de las Marquesas. En el extremo oriental del pueblo, los artistas locales recrearon cabañas tradicionales y plataformas ceremoniales con tikis para el Festival de las Marquesas de 1999. Hay una carretera al aeropuerto de Nuku Hiva al noroeste.

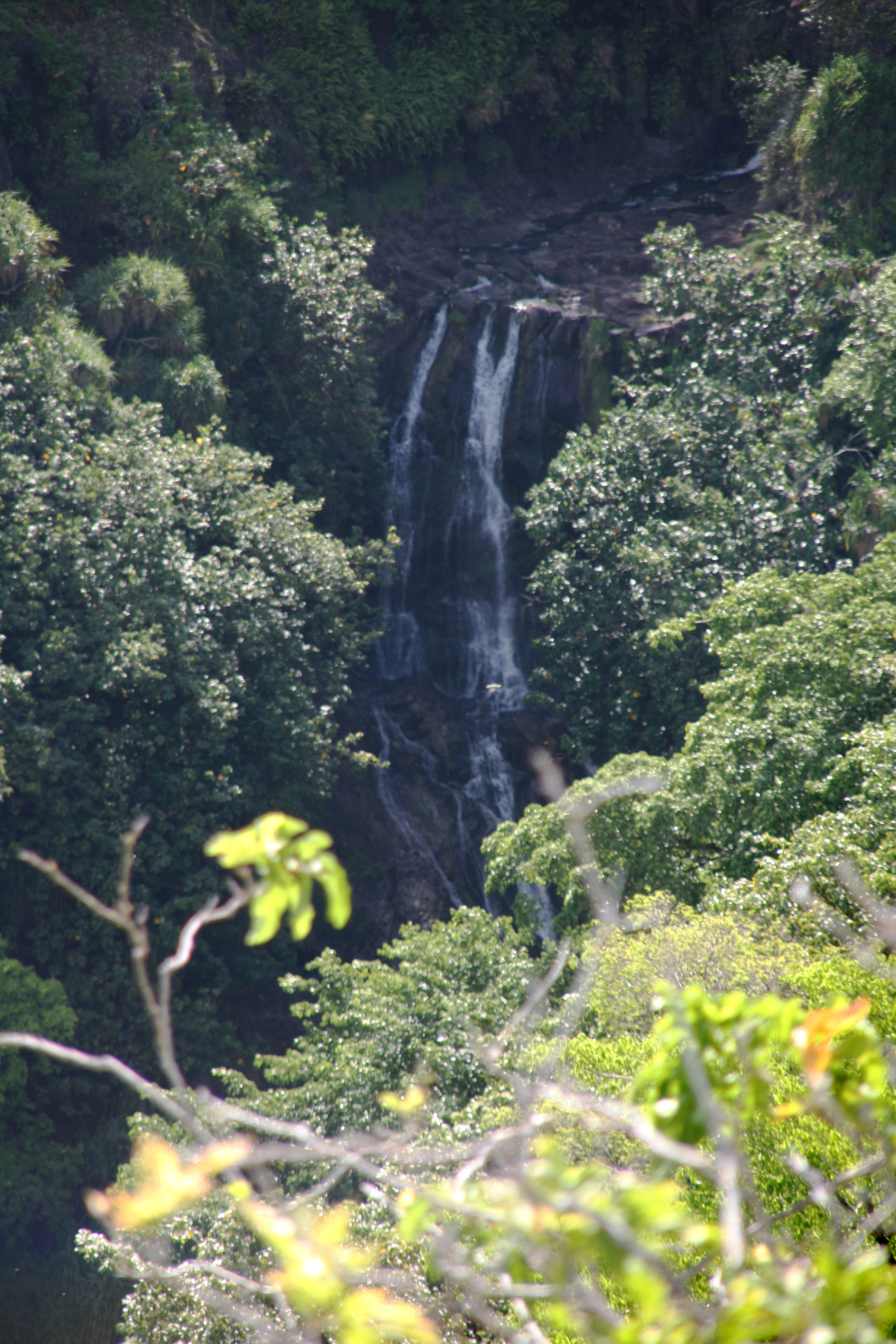
Cascada en el río Hakapaa

## Economía
La economía de la isla se basa principalmente en la pesca y la agricultura de subsistencia, cultivando y cosechando los productos del árbol del pan, el taro, el coco, la mandioca y una variedad de otros frutos.

### Turismo
A unos 15 kilómetros al suroeste de Taiohae se encuentra el valle de Hakaui, con varias casas y plataformas ceremoniales y la cascada Ahuii (también llamada cascada Vaipo), de 350 metros. Otros importantes lugares de culto, algunos de ellos restaurados, se encuentran en el sur de la isla, en el valle de Taipivai, y en el norte, cerca de la bahía de Hatiheu, el lugar favorito del escritor Robert Louis Stevenson. Una estatua de la Virgen María se encuentra en un cono de basalto escarpado de 300 metros de altura sobre la bahía.
Nuku Hiva es el escenario de la novela Taipi de Herman Melville

### Sitio de exilio
La Segunda República francesa, bajo el mandato de Napoleón III, designó a Nuku Hiva como lugar de simple deportación en una ley sobre deportaciones políticas. Varios revolucionarios del Levantamiento de junio de 1848 se exiliaron aquí con sus familias en 1850 y 1851.

### Buceo
La costa rocosa de la isla es un lugar ideal para la exploración submarina. La ausencia de un arrecife de coral propicia la presencia abundante de fauna pelágica como: ballenas cabeza de melón, tiburones martillo, tiburones punta blanca, rayas, leopardo y raya. No lejos de Taiohae, en la cueva de Ekamako, hay una gran colonia de rayas y langostas. En la bahía de Controller se pueden ver cientos de ballenas con cabeza de melón.

## Transporte
Nuku Hiva cuenta con un aeropuerto de una sola pista en el extremo noroeste de la isla, a unos 50 kilómetros (31 mi) por carretera, al noroeste de Taioha'e. El aeropuerto se inauguró el 14 de diciembre de 1980.

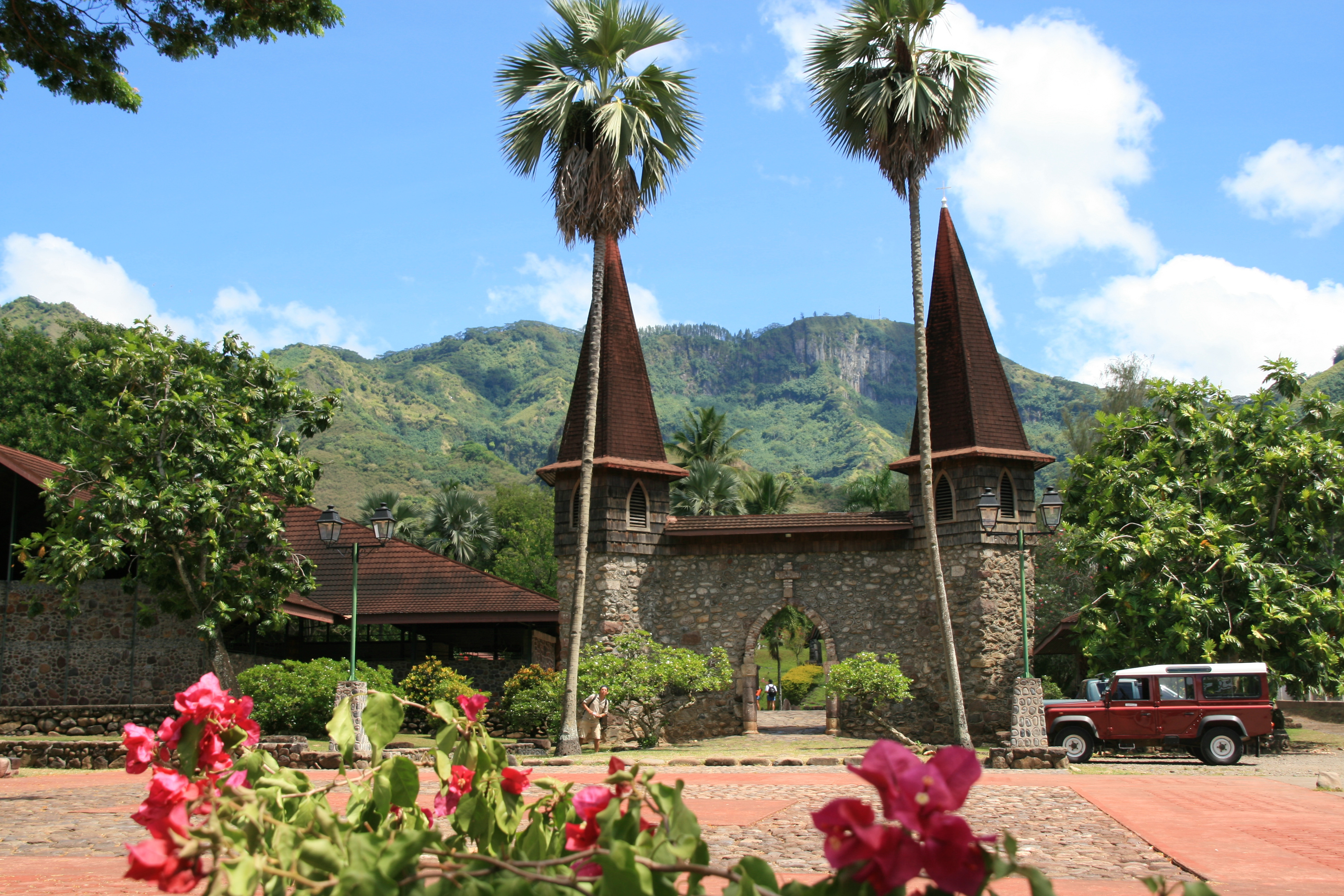
Catedral de Nuestra Señora de las Islas Marquesas en Nuku Hiva

## Religión
La mayor parte de la población de la isla así como lo es en las Islas Marquesas es seguidora del Cristianismo como consecuencia de la colonización europea y la actividad de misioneros tanto de la Iglesia Católica, como protestantes. En el lugar (específicamente en Taiohae) se encuentra la Catedral de Nuestra Señora de las Islas Marquesas (Cathédrale Notre-Dame des Îles Marquises) sede de la diócesis de Taiohae de cuya población total 85% son católicos según datos de 2018. Otras iglesias que dependen de la misma diócesis incluyen la Iglesia de San José en Taipivai (Église de Saint-Joseph), la iglesia del Sagrado Corazón en Hatiheu (Église des Sacrés-Cœurs), Iglesia de Santa Teresa del Niño Jesús en Aakapa (Église de Sainte-Thérèse-de-l’Enfant-Jésus)

## Nuku Hiva y la literatura
Nuku Hiva ha sido visitada por muchos artistas, incluso escritores, que han mencionado sus experiencias en la isla.
El escritor estadounidense Herman Melville, se unió al barco ballenero Acushnet en Fairhaven a finales de diciembre de 1840, navegando hacia el Pacífico. En julio de 1842, mientras el barco estaba en Nuku Hiva, abandonó el barco con un compañero, Richard Tobbias Greene. Tres semanas después, tras regresar a la costa, Melville se unió al ballenero australiano Lucy Ann, que partía hacia Tahití. A finales de 1844, instado por su hermana Augusta, Herman Melville escribió un relato de sus aventuras en la isla en su novela autobiográfica Taïpi, publicada en 1846.
El etnólogo francés Edmond de Ginoux, nacido en 1811, publicó en la revista de la condesa Marie de Solms Les Matinées d'Aix el relato titulado Le Collier d'Anao, que se desarrolla en las Marquesas, en la isla de "Noukou-Hiva" hacia 1848. "Una jovencísima "kanaque" que, por amor a un oficial francés, ha pisado un lugar tabú, debe beber un veneno mortal. Y en ese momento, no se conocía ningún antídoto.
Julio Verne lo menciona en Veinte mil leguas de viaje submarino (escrito Nouka-Hiva) durante el viaje del profesor Aronnax a bordo del Nautilus.

## Teoría de una Visita Inca

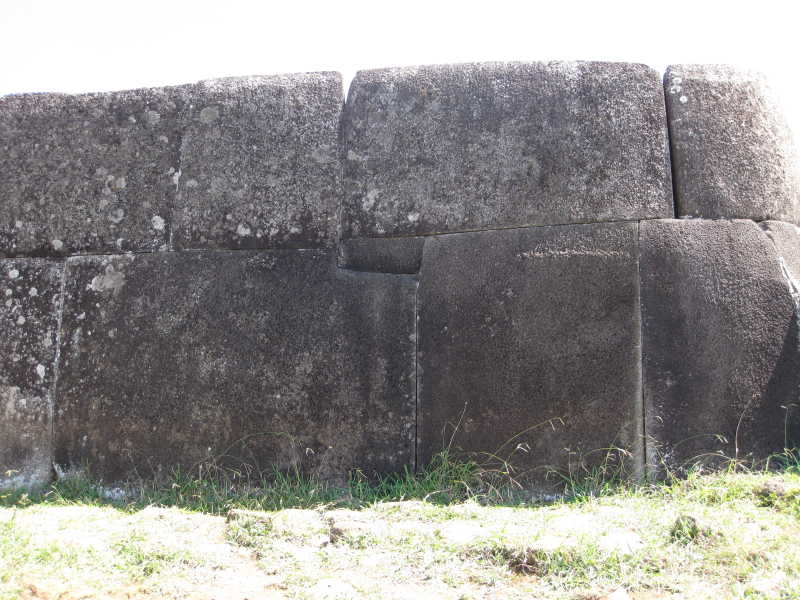
La base del Ahu Vinapú, mostrando su tallado similar a la arquitectura incaica.

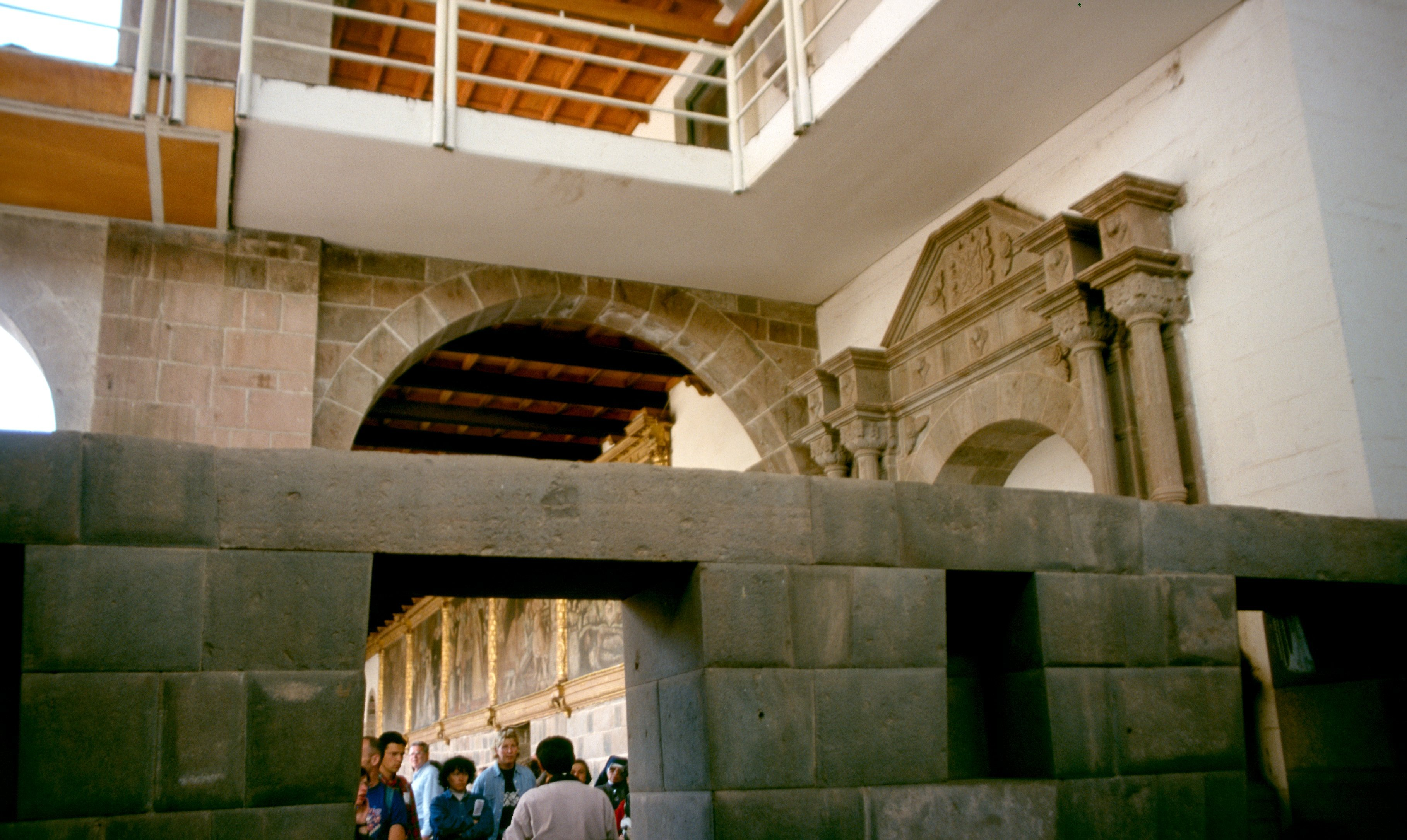
Arquitecturas superpuestas del Coricancha, el Convento de Santo Domingo y la época actual. El muro más cercano es de factura inca y se puede comparar con los muros de Ahu Vinapú.

partir de las crónicas realizadas por cronistas españoles Pedro Sarmiento de Gamboa, Martín de Murúa y Miguel Cabello Valboa durante la conquista se sabe de un relato sobre que, Túpac Yupanqui, estando en la costa norte (En las islas Puná) habría tenido conocimiento de unas islas lejanas, decidiendo ir en pos de ellas. Alistado una gran flota de balsas, habría zarpado con 20.000 hombres, llegando a unas islas llamadas Ninachumbi y Auachumbi; algunos historiadores postularían como hipótesis de que estas islas serían verdaderas y estarían ubicadas en la Polinesia.
Esta crónica dio pie, al historiador José Antonio del Busto, para la formulación de una teoría sobre que esas dos islas serían Mangareva 23°8′3.13″S 134°58′25.25″O / -23.1342028, -134.9736806 y Rapa Nui, basándose en treinta pruebas que considera haber descubierto, entre ellas el hecho que en Mangareva existe una leyenda sobre un rey Tupa, que vino del este en balsas con velas, trayendo orfebrería, cerámica y textilería y del que hasta hoy existe una danza. Un relato similar existiría en las islas Marquesas. Igualmente destaca la presencia de la  totora en los cráteres de la isla, lo cual apoyaría está hipótesis.
Según la tesis de Jean Hervé, la construcción del Ahu Vinapu es de arquitectura idéntica a la de un Chulpa de Sillustani, cerca del Lago Titicaca en los Andes, hasta las pequeñas piedras en el centro es el mismo. Según la tesis de Jean Hervé Daude, el acompañamiento de Orejón Túpac Inca Yupanqui son la causa de los monumentos y los ritos religiosos del hombre-pájaro y en makemake  Además, agrega que el Ahu Vinapú, en Rapa Nui, está construido en forma similar a las construcciones incaicas del Cusco, y que el rey tupa en Rapa Nui habría tomado el nombre de Mahuna-te Ra'á, traducido como "hijo del sol" sobre la base de una leyenda rapa nui. Retornó a los dos años trayendo consigo gente negra, sillas de latón, pellejos y quijadas de caballos que fueron conservadas en la fortaleza de Sacsayhuamán.
Esta hipótesis es apoyada por la travesía que hizo el explorador noruego Thor Heyerdahl, denominada Kon-tiki en honor al dios de los incas, Wiracocha, el creador del universo, pues Kon-tiki es una advocación del mismo.

"andando Topa Inga Yupanqui conquistando la costa de Manta y la isla de la Puná y Túmbez, aportaron allí unos mercaderes que habían venido por la mar de hacia el poniente en balsas, navegando a la vela. De los cuales se informó de la tierra de donde venían, que eran unas islas, llamadas una Auachumbi y otra Niñachumbi, adonde había mucha gente y oro. Y como Topa Inga era de ánimos y pensamientos altos y no se contentaba con lo que en tierra había conquistado, determinó tentar la feliz ventura que le ayudaba por la mar... y... se determinó ir allá. Y para esto hizo una numerosísima cantidad de balsas, en que embarcó más de veinte mil soldados escogidos". Y concluye la crónica: "Navegó Topa Inga y fue y descubrió las islas Auachumbi y Niñachumbi, y volvió de allá, de donde trajo gente negra y mucho oro y una silla de latón y un pellejo y quijadas de caballo...". El hecho es tan inusitado que Sarmiento se ve obligado a explicar: "Hago instancia en esto, porque a los que supieren algo de Indias les parecerá una caso extraño y dificultoso de creer".
Pedro Sarmiento de Gamboa